# JFE Holdings
JFE Holdings (Japans: ホールディングス株式会社, Jeiefuī Hōrudingusu Kabushiki-gaisha) is een Japanse holdingmaatschappij boven een staalproducent, scheepsbouwer, ingenieursbureau en handelsonderneming.
JFE is een acroniem voor Japan (J), staal (F van het symbool Fe) en techniek (E van het Engelse woord engineering).

## Activiteiten
De drie bedrijfsonderdelen zijn:
- JFE Steel
- JFE Engineering
- JFE Shoji Trade

JFE Steel is na Nippon Steel de grootste staalproducent van Japan. In het gebroken boekjaar 2020, dat eindigde per 31 maart 2021, produceerde het 24 miljoen ton staal. De andere twee activiteiten zijn de handel in staal en staalproducten en het heeft een ingenieursdivisie. De laatste is de kleinste activiteit met een aandeel in de totale omzet van minder dan 10%.
Het heeft ook nog een groot minderheidsbelang van 46% in Japan Marine United Corporation. Deze scheepsbouwer is het resultaat van een fusie van IHI Marine United en Universal Shipbuilding in 2013.
Verkopen buiten Japan maken ongeveer een derde van het totaal uit.

## Geschiedenis
De JFE-groep ontstond in 2002 bij de fusie van NKK en Kawasaki Steel, Japans op een en twee na grootste staalproducenten.
NKK kwam voort uit de in 1912 opgerichte scheepsbouwer Nippon Kokan K.K. die in 1936 zijn eerste hoogoven opende.
Kawasaki Steel kwam voort uit de in 1878 opgerichte Scheepswerf Kawasaki Tsukiji. Deze opende in 1917 zijn eerste hoogoven. In 1950 werd Kawasaki Steel verzelfstandigd.
Via een aandelenruil werden beide bedrijven voor 100% eigendom van de opgerichte JFE-holding. Onder de vleugels van de holdingmaatschappij consolideerden beide hun activiteiten. De groep omvatte de bedrijven JFE Steel, JFE Engineering, JFE Stedelijke Ontwikkeling, JFE O&O en Kawasaki Microelectronics.
In 2008 werd Universal Shipbuilding overgenomen. Via een fusie met de scheepsbouwpoot van IHI ontstond in 2013 de afdeling Japan Marine United.
O&O ging in 2009 op in JFE Engineering en JFE Steel. Ook JFE Stedelijke Ontwikkeling ging in 2011 op in JFE Steel. In 2012 werd Kawasaki Microelectronics verkocht aan MegaChips.